# الکس آرانبورو
الکس آرانبورو (اسپانیایی: Alex Aranburu‎؛ زادهٔ ۱۹ سپتامبر ۱۹۹۵ ‏(۲۹ سال)) دوچرخه‌سوار اهل اسپانیا است.
از باشگاه‌هایی که در آن رکاب زده‌است می‌توان به کاخا رورال-سگوروس رخا اشاره کرد.